# Tadabumi Fujiwara
Tadabumi Fujiwara (jap. 藤原忠文 Fujiwara Tadabumi; ur. 873, zm. 16 lipca 947) – japoński dworzanin z okresu Heian oraz cesarski generał, czwarty w kolejności, który otrzymał tytuł sioguna.
Syn Tsuneyoshiego Fujiwary, należącego do potężnego rodu Fujiwara. W 939 roku otrzymał urzędniczy tytuł sangi, a rok później nominację na sei’i-taishōguna z rąk cesarza Suzaku. Następnie został dowódcą wypraw przeciwko dwóm rebeliom, które wybuchły w przeciwległych rejonach Japonii. Zostały one wywołane przez lokalnych arystokratów: Masakado Tairę we wschodniej części kraju i przez Sumitomo Fujiwarę, który prowadził działania w obszarze Morza Wewnętrznego. 
Do tej kampanii wybrał na swych zastępców (fuku-shōgun): swojego młodszego brata Tadanobu, Kuminoto Fujiwarę, Kiyomoto Tairę i Tsunemoto Minamoto. Na kilka dni przed otrzymaniem ceremonialnego miecza (symbolu jego czasowej władzy) i rozpoczęcia kampanii, otrzymał wiadomość, że na zachodzie Sumitomo Fujiwara, były zarządca prowincji Sikoku, został piratem i atakuje oddziały cesarskie. Wydarzenie to spowodowało, że armia Tadabumiego musiała działać na dwa fronty. Jak głosi legenda, oba bunty były wcześniej zaplanowane, ale bardziej prawdopodobne jest, że Sumitomo wykorzystał nadarzającą się okazję.
Cesarski edykt umożliwił w prowincjach pozyskiwanie ludzi do powiększającej się armii sioguna. Sadamori Taira i Hidesato Fujiwara po zajęciu ich posiadłości przez Tadabumiego dołączyli do jego armii. Umożliwiło mu to okrążenie terenów zajętych przez Masakado i rozpoczęcie działań zaczepnych. Kiedy Masakado wydał rozkaz do ataku, wielu jego wasali uciekło przed armią cesarską. Sam zdecydował zaatakować i zginął od strzały.
Pozbawiony nagrody za głowę Masakado, którą otrzymał Hidesato (otrzymał on tytuł chinjufu-shōgun jap. 鎮守府将軍 oraz został gubernatorem miasta Shimotsuke). Tadabumi w 941 udał się na pomoc Yoshifuru Ono przy tłumieniu buntu Sumitomo Fujiwara i jego piratów w rejonie Morza Wewnętrznego. Yoshifuru pokonał Sumitomo na morzu, a Tadabumi dogonił i zabił na wyspie Kiusiu. 
Otrzymał imię pośmiertne Mibu-Kyō Uji.